# Úrvalsdeild 2009
Sezonul 2009 al Úrvalsdeild a fost al 98 sezon al primei ligi Islandeze. Ea mai este cunoscută și ca Pepsideild din motive de sponsorizare.A început pe 10 mai 2009 și s-a terminat pe 26 septembrie 2009.

## Echipe și stadioane
| Club                   | Oraș           | Stadion           |
| ---------------------- | -------------- | ----------------- |
| Breiðablik UBK         | Kópavogur      | Kópavogsvöllur    |
| FH Hafnarfjörður       | Hafnarfjörður  | Kaplakriki        |
| Fjölnir                | Reykjavik      | Fjölnisvöllur     |
| Fram                   | Reykjavik      | Laugardalsvöllur  |
| Fylkir                 | Reykjavik      | Fylkisvöllur      |
| ÍBV Vestmannaeyjar     | Vestmannaeyjar | Hásteinsvöllur    |
| Keflavík Football Club | Keflavík       | Keflavíkurvöllur  |
| KR                     | Reykjavik      | KR-völlur         |
| Stjarnan               | Garðabær       | Stjörnuvöllur     |
| UMF Grindavik          | Grindavik      | Grindavíkurvöllur |
| Valur                  | Reykjavik      | Vodafonevöllurinn |
| Þróttur                | Reykjavik      | Valbjarnarvöllur  |

## Retrogradări și promovări
HK Kopavogur și ÍA Akranes au fost retrogradate din Úrvalsdeild 2008 după ce au terminat pe locurile 11 și 12. Locurile lor au fost luate de 1. deild campionii ÍBV și de ocupanții locului doi Stjarnan.

## Clasament
| Poz | Echipa                | MJ | V  | E | Î  | GM | GP | G   | Pct | Promovare sau retrogradare                              |
| --- | --------------------- | -- | -- | - | -- | -- | -- | --- | --- | ------------------------------------------------------- |
| 1   | Hafnarfjörður (C)     | 22 | 16 | 3 | 3  | 56 | 21 | +35 | 51  | Liga Campionilor 2010-11 Turul doi preliminar           |
| 2   | KR Reykjavík          | 22 | 15 | 3 | 4  | 58 | 31 | +27 | 48  | Turul doi preliminar al UEFA Europa League 2010-2011    |
| 3   | Fylkir Reykjavík      | 22 | 13 | 4 | 5  | 41 | 26 | +15 | 43  | Turul doi preliminar al UEFA Europa League 2010-2011    |
| 4   | Fram Reykjavík        | 22 | 10 | 4 | 8  | 40 | 32 | +8  | 34  |                                                         |
| 5   | Breiðablik            | 22 | 10 | 4 | 8  | 38 | 33 | +5  | 34  | UEFA Europa League 2010–11 Runda a II a de calificare 1 |
| 6   | Keflavík              | 22 | 8  | 9 | 5  | 38 | 37 | +1  | 33  |                                                         |
| 7   | Stjarnan              | 22 | 7  | 5 | 10 | 45 | 44 | +1  | 26  |                                                         |
| 8   | Valur Reykjavík       | 22 | 7  | 4 | 11 | 26 | 43 | −17 | 25  |                                                         |
| 9   | Grindavík             | 22 | 6  | 4 | 12 | 34 | 44 | −10 | 22  |                                                         |
| 10  | Vestmannaeyjar        | 22 | 6  | 4 | 12 | 24 | 45 | −21 | 22  |                                                         |
| 11  | Þróttur Reykjavík (R) | 22 | 4  | 4 | 14 | 23 | 48 | −25 | 16  | Retrogradare în 1. deild karla                          |
| 12  | Fjölnir Reykjavík (R) | 22 | 3  | 6 | 13 | 27 | 47 | −20 | 15  | Retrogradare în 1. deild karla                          |

Sursa: ksi.is is
Reguli de clasare: 
1) puncte; 2) diferența de goluri; 3) goluri marcate.
1Breiðablik a câștigat VISA-bikar 2009 și s-a calificat pentru UEFA Europa League 2010–11.
POZ = Poziția în clasament; (C) = Campioană; (R) = Retrogradată; (P) = Promovată; (E) = Eliminată; (O) = Câștigătoare de play-off; (A) = Avansează în runda următoare. 
Aplicabil doar când sezonul nu este terminat: 
(Q) = Calificare în faza competiției indicată; (TQ) = Calificare în competiție, dar încă nu în faza indicată; (RQ) = Calificată în competiția de retrogradare indicată; (DQ) = Descalificată din competiție.

## Golgheteri
16 goluri
- Björgólfur Takefusa (KR)

14 goluri
- Atli Viðar Björnsson (FH)

13 goluri
- Alfreð Finnbogason (Breiðablik)

11 goluri
- Gilles Mbang Ondo (Grindavík)

10 goluri
- Atli Guðnason (FH)
- Matthías Vilhjálmsson (FH)

9 goluri
- Arnar Már Björgvinsson (Stjarnan)
- Albert Brynjar Ingason (Fylkir)

8 goluri
- Gunnar Örn Jónsson (KR)
- Kristinn Steindórsson (Breiðablik)

Sursa fotbolti.net is 